# Новые Пичуры
 Новые Пичуры  — село Наровчатского района Пензенской области. Административный центр Новопичурского сельсовета.

## География
Находится в северо-западной части Пензенской области на расстоянии приблизительно 9 км на юго-восток от районного центра села Наровчат .

## История
Основано не позже 1742 году мордвой села Старые Пичуры Торбеевского района (Мордовия), В 1877 году-157 дворов. В 1896 году 206 дворов. В 1955 году — колхоз имени Куйбышева. В 2004 году — 207 хозяйств.

## Население
Численность населения: 945 человек (1864), 1123 (1877), 1279 (1896), 1463 (1926), 1180 (1959), 926 (1979), 750 (1989), 664 (1996). Население составляло 623 человека (мордва 92 %) в 2002 году, 580 в 2010.